# Комьюнити (роман)
«Комьюнити» — роман российского писателя Алексея Иванова, впервые опубликованный в 2012 году, вторая часть цикла о дэнжерологах.
В центре сюжета романа тема чумы как исторического, социального и виртуального феномена. В перспективной российской компании «ДиКСи» изобретают «семантический интернет» — алгоритм поиска максимально персонализированной информации, которая транслируется пользователю согласно его вкусам и интересам. Глеб Тяженко, бывший филолог из Апатитов, а ныне топ-менеджер «ДиКСи», начинает обнаруживать вокруг себя всё больше признаков чумы — реальность причудливо смещается, и демоны чумы во главе с Абракадаброй начинают охоту на участников интернет-комьюнити Глеба. В романе раскрывается более широкий смысл «чумы»: это не только болезнь, но и атмосфера разобщённого социума в эпоху Web 2.0, в которой материализуются человеческие пороки и кошмары. 
Критика и читатели приняли роман достаточно холодно. Они отмечали смелость темы, но при этом критиковали стиль и перегруженность текста интернет-сленгом: «„Комьюнити“ — это смесь поверхностного интеллектуализма, социального резонерства и авантюрного романа в духе Дэна Брауна». Галина Юзефович назвала роман творческой неудачей Иванова, отметив: «делянка коммерческой литературы для Иванова чужая. Он не понимает ее правил, а она его в свою очередь очевиднейшим образом отторгает».